# تسشادراس
تسشادراس (به آلمانی: Zschadraß) یک منطقهٔ مسکونی در آلمان است که در کلدیتز واقع شده‌است. تسشادراس ۳٬۲۹۷ نفر جمعیت دارد.